# Draskovich György (kalocsai érsek)
Trakostyáni Draskovich György (Bilina, 1515. február 5. – Bécs, 1587. január 31.) kalocsai érsek, bíboros, Pécsi, Zágrábi püspök és Győri püspök.

## Élete
A nemesi trakostyáni Draskovich család sarja. Apja, trakostyáni Draskovich Bertalan, anyja, Uttisinovich Anna, Martinuzzi György bíboros nővére. 1527-ig szülővárosában nevelkedett. Amikor a törökök elfoglalták apja birtokait, nagybátyja költségén először Krakkó és Bécs, majd Bologna és Róma főiskoláin tanult. Rómában szentelték fel misés pappá 1539-ben. Hazaérkezése után kinevezték nagyváradi kanonokká, majd elnyerte az aradi prépostságot, melyet csakhamar a jászóival, majd a pozsonyival (1556) cserélt föl.
1553-ban állt I. Ferdinánd magyar király szolgálatába, majd 1557-ben követte őt az augsburgi gyűlésre. Jelen volt II. Lajos magyar király özvegye, Mária temetésén és emlékére beszédet mondott Oratio de defuncta Maria regina Hungariae címmel, mely szerepel az Orationum ac Elegiarum funebrium Tom. I. Francofurti című műben (1566) a 12. sz. alatt. 1557 és 1563 között Pécs püspöke volt. A tized pótlására 1558-ban 300 forintot kapott a királytól, majd 1561-ben összeírta a káptalani birtokokat.
1561 végén, a tridenti zsinat újbóli összehívásakor I. Ferdinánd magyar király követként küldte oda Draskovichot. December 20-án indult el és 1562. január 18-án tartotta fényes bevonulását. A császári követeket ünnepélyesen fogadták, Draskovich pedig beszédet tartott, biztosítván őket és a zsinatot uralkodójának jóakaratáról. A zsinat főszereplője, a szabadelvű és reformokat sürgető pártnak mintegy vezére volt, bölcsességével és ékesszólásával sok zavart eloszlatott. Felszólalt a papi nősülés mellett.
A zsinat 1563. december 4-én véget ért, végzéseit ő is aláírta. Zsinati működésére érdekes fényt vetnek Ferdinándhoz intézett jelentései. Beszédeit, melyeket 1562. február 24-én, augusztus 23-án és augusztus 27-én tartott, a zsinatok történetében (Parisina, Labbeanus és Harduin), különösen pedig Péterffi, Conc. Hung. című munkájában, közölték. Draskovich még Tridentben tartózkodott, mikor 1563. november 19-én áthelyezték a zágrábi püspökségre. 1567-ben II. Miksa valóságos belső titkos tanácsossá, Horvátország és Dalmácia bánjává nevezte ki. Ebben az évben az ő közreműködése révén megtiltotta a horvát-szlavón rendi gyűlés, hogy protestáns nemesek szlavóniai birtokokat birtokoljanak. Horvátországot a törökök gyakori berohanásai ellen vitézül megvédelmezte. Egyházmegyei zsinatot hívott össze 1570-ben és 1574-ben.
Egyházi s politikai érdemeinek jutalmául a király 1573. június 9-én a kalocsai érseki címet adományozta neki. Ugyanebben az évben részt vett a Gubecz Máté vezette horvát parasztháború leverésében Alapy Gáspárral.
1578. április 25-én győri püspökké nevezték ki. Ugyanebben az évben kinevezték udvari kancellárrá. 1579. augusztus 2–augusztus 4-én Szombathelyen megyei zsinatot tartott, melynek feladata a tridenti zsinat határozatainak életbe léptetése volt. Egyházi és politikai érdemeinek jutalmául a király 1582. június 9-én a kalocsai érseki címet adományozta neki. Mivel esztergomi érsek ekkor nem volt, a királyi helytartó és főkancellár tisztét is Draskovichra ruházták. 1585. december 18-án V. Szixtusz pápa kinevezte bíborossá. II. Rudolf az ő sürgetésére adományozta a turóci prépostságot 1586. május 19-én a jezsuita rendnek. Ez az adomány tette lehetővé a jezsuiták megtelepedését hazánkban és a Nagyszombati Egyetem megalapítását.

## Munkái
1. Epistola Paraenetica, quam Georgius Drascovitius electus Episcopus Quinque Ecclesiarum, ac laudatissimi Caeseris Ferdinandi in Ungaria Consiliarius ad Diaecasonos suos dedit. Viennae, 1559 decimo cal. Januarii
2. Igen Zep Kenyw, az Kezenseges Igaz keresztyen hytnek regysege, es Igassaga mellet, mynden Eretneksegnek wysaghy ellen… Bécs, 1561 (Lerin Vince Commentariorum fidei c. munkájának fordítása)
3. Lactantius munkáinak fordítása. Uo. 1561
4. Georgii Draskowitii, quinqueeclesiensis Episcopi Oratio in generali concilii Tridentini congregatione die 24. Febr. 1562. habita. Ripae. 1562
5. Oratio habita Tridenti anno 1562. pro Ferdinando Romanorum imperatore. Venetiis, 1562 Online
6. Pro Regno Hungariae ad Synodum Tridentinum Oratio. Patavii, 1562
7. Acta et constitutiones Dioecesani synodi Jaurinensis,… ad 2. diem Aug. indictae, et per Triduum Sabariae… habitae. Pragae, 1579
8. Andreas Dudith Orationes quinque in concilio Tridentino habitae… Cum appendice orationum duarum quas G. Draskowith… in eodem concilio habuit… Halae Magd. 1743 (Sámuelfy Loránt adta ki bevezetéssel)

Arcképe rézmetszetben, Wiedemann E. metszette 1649-ben; kőnyomatban Schmid János intézetében jelent meg 1834. Pesten a F. M. Minerva mellett.